# Sprite (manga)
Sprite (スプライト, Supuraito) est un manga écrit et dessiné par Yūgo Ishikawa. Il est prépublié entre avril 2009 et avril 2015 dans le magazine Big Comic Superior de l'éditeur Shōgakukan et est compilé en un total de quinze tomes. La version française est éditée par Kazé.

## Histoire

### Synopsis
yoan, jeune lycéenne voit un jour des particules noires et inconsistantes tomber du ciel, mais n'y trouve pas d'explication. Elle s'aperçoit qu'elle seule peut les voir. Elle ignore encore qu'elle sera bientôt projetée dans un monde apocalyptique.

### 2060
Alors que Yoshiko rend visite avec deux amies, Kiriko et Miki, à son oncle Shogo qui vit au sommet d'un immeuble, une vague noire engloutit le reste de la ville. Ce qui ressemble d'abord à de l'eau monte jusqu'au 42e étage et épargne de justesse ses occupants. Lorsqu'un survivant décide d'affronter le liquide pour aller chercher du secours, il voit aussitôt la vie être aspirée hors de lui et disparait. Alors que Shogo panique totalement, les autres survivants s'adaptent. Si la plupart ambitionnent de s'entraider, ils sont rapidement perturbés par deux frères obèses qui feront tout pour abuser d'eux (vol de nourriture, chantage, racket, menaces de viol, mise en danger...). Sur le toit de l'immeuble, Kiriko découvre un groupe d'enfants qui lui font comprendre que la vague noire qui a englouti la ville n'est autre que le temps, que fuient ces enfants.
Les eaux enfin retirées, les survivants peuvent quitter l'immeuble. Ils découvrent rapidement qu'ils ont fait un bond de 50 ans dans le temps. L'humanité semble avoir disparu, et les animaux sont tous devenus particulièrement agressifs. Yoshiko et les autres découvrent un monde résolument hostile et qu'ils ne comprennent pas. Les animaux sont redevenus sauvages, les seuls êtres humains sont des enfants qui semblent atteints de vieillissement accéléré et qui veulent éliminer les adultes et le "temps" multiplie ses attaques.
Ils vont petit à petit comprendre ce qui s'est passé dans le monde depuis 2008, mais les évènements auxquels ils sont confrontés apportent plus de questions que de réponses. Le petit frère disparu de Yoshiko est un enfant qui fuyait le temps. Yoshiko se retrouve parfois en contact avec son époque. Finalement, l'une des habitantes de l'étage, le bébé qu'elle a recueilli et Setsuko décide de ne plus fuir et d'entrer dans le temps. On s'aperçoit que les deux enfants ont subitement grandi, avant que la tour ne soit de nouveau engloutie par le temps.

### 1575
Lorsque "le temps" se retire, la tour se retrouve au milieu d'un champ de chanvre. Retraitant après la Bataille de Nagashino, l'armée du clan Takeda tombe sur la tour, que Katsuyori Takeda prend pour un château ennemi, et dont il ordonne la capture. Il confie la reconnaissance à Masayuki Sanada, qui entend bien tirer un total profit de la situation. Un premier assaut est repoussé grâce aux armes de Tshushima, qui incendie le champ pour désorganiser davantage l'adversaire, avant de lâcher dessus une araignée géante. Takeda sombre dans la folie et laisse Sanada seul aux commandes. Loin d'être aussi dogmatique que son maître, celui-ci fait appel aux armes à feu pour vaincre le monstre et prépare la prise de la tour. Pendant ce temps, Magobe'e disparait : il veut retrouver un village pratiquant les sacrifices humains pour mettre fin à cette pratique qui avait coûté la vie de celle qui l'aimait et celle de son tuteur. Genjiro, un enfant qui avait perdu son père sur le champ de bataille avait été accueilli par les occupants de l'immeuble, mais il se révèle qu'il est le fils de Sanada : ayant rejoint son père, il prépare l'assaut de la tour en tant que chef d'état major. Le clan Sanada a également rallié Riki, l'un des deux frères obèses. Albert réussi à faire parvenir un message à Tetsu, mais la voie qu'il a empruntée n'est plus utilisable.

## Personnages

### Les lycéens
- Yoshiko (Su) Tokito (よしこ・ときとう?) est une jeune fille serviable et attentionnée. Elle rend régulièrement visite à son oncle Shogo qui vit reclus, traumatisé par la disparition de Tokio, le frère de Yoshiko, ainsi qu'à Tetsuya, un ami d'enfance sujet à des crises de panique. Projetée dans le futur, Yoshiko se montre particulièrement responsable, protectrice et son courage va à plusieurs reprises rattraper des situations dramatiques. Elle apparaît pour la première fois au chapitre 1.

- Kiriko Ranmaru (きりこ・らんまる?) est une jeune de fille de bonne famille en rébellion avec ses parents. Fonceuse et agressive, elle commence à prendre sur elle lorsqu'elle découvre le destin de sa famille. Elle apparaît pour la première fois au chapitre 1.

- Miki Hirata (みき・ひらた?) est une jeune fille douce et un peu insouciante. Elle souffre bien plus du stress de sa situation que des privations ou des blessures, qui ne manquent pourtant pas, puisqu'elle prend même une flèche. Elle apparait pour la première fois au chapitre 1.

- Tetsuya (Tetsu) Nishimura (哲也・西村?) est un ami d'enfance de Yoshiko, sujet à des crises de paniques qui le paralysent. Il vit cloîtré chez lui, mais la disparition de Yoshiko le pousse à se faire violence et à se lancer à sa recherche. Il apparait pour la première fois au chapitre 7.

### Les habitants de l'étage 42
- Shogo Tanaka (しょうご・たなか?) est l'oncle maternel de Yoshiko. Considéré comme un bon à rien au départ, il abandonne toute vie sociale lorsque son neveu, Tokio, disparait alors qu'il est sous sa garde. Shogo devient alors un nolife accroché à son MMORPG. On découvre que Shogo peut voir le temps, et que c'est probablement ce qui l'a marginalisé. Il a parfois beaucoup de mal à faire la part des choses entre la réalité et son imaginaire, et donne à son entourage les noms de ses compagnons de jeux de rôle. Il est impulsif, couard et montre parfois un côté schizophrène. Il a un petit bouledogue très sensible appelé Albert. Shogo et Albert apparaissent pour la première fois au chapitre 1.

- M. Tsushima (つしま?) est le membre d'un clan Yakuza, chargé de garder les armes. Il habite l'appartement 4205. Il se montre très humain et protecteur, cherchant une rédemption qui se dérobe à lui, au point d'être près à se sacrifier pour les autres. On le voit se droguer, et il perçoit Yoshiko comme l'ange du salut. Il apparait la première fois au chapitre 9.

- M. Aikawa (あいかわ?) est un survivant du Séisme de 1995 de Kōbe, au cours duquel son bébé est mort dans l'effondrement de leur immeuble. Son épouse et lui ont décidé d'habiter l'appartement 4204 car l'immeuble a été construit selon les dernières normes ami-sismiques. Le tsunami temporel, et le séisme qui l'a accompagné, ont provoqué chez sa femme une folie passagère, et elle pense qu'un bébé qu'elle recueille est leur fille. Aikawa est un adulte dans toute l'acceptation du terme, responsable et prévoyant, mais il est très abattu par la situation. Aikawa est architecte. Il apparait pour la première fois au chapitre 2, son épouse au chapitre 4.

- Riki (りき?) et Gaku (がく?) sont deux frères obèses et égoïstes à l'extrême. Ils habitent l'appartement 4207. Ce n'est que face à la menace commune des "enfants vieillis" qu'ils commencent à collaborer à contrecœur avec le reste du groupe. Gaku s'humanise progressivement, tandis que Riki empire. Riki fini par rejoindre le clan Sanada. Il raconte que son frère et lui ont été pourris-gâtés par leurs parents, mais qu'il se sent enfin vivant. Ils apparaissent pour la première fois au chapitre 5.

### Les enfants perdus
- Shingo (しんご?) est le chef des enfants perdus. Il a choisi de fuir le temps pour revoir sa mère qui l'a abandonné. Il apparait pour la première fois au chapitre 5.

- Setsuko (せつこ?) est née en 1933. Elle fuit le temps traumatisée par la guerre, son frère ayant été tué dans un raid aérien sur Tokyo. Elle a le béguin pour Sho. Elle apparait pour la première fois au chapitre 5.

- Fuyuko (ふゆこ?) est une fille très réfléchie et prudente. Elle anticipe les réactions des "enfants vieillis", et comprend qu'il lui faut plutôt s'adresser aux adultes qu'à Shingo pour mettre en place des mesures de sécurité. Elle apparait pour la première fois au chapitre 5.

- Magobe'e (まごべえ?) est le doyen des enfants perdus, puisqu'il serait âgé de 258 ans. Il aurait croisé Tokio, le frère de Yoshiko, à deux reprises en fuyant le temps. Il est proche de Setsuko. Il apparait pour la première fois au chapitre 5.

- Tokio Tokito (トキオ・ときとう?) est le petit frère de Yoshiko. Il est censé avoir disparu lors d'une sortie au parc d'attraction avec leur oncle Shogo, mais les témoignages s'accumulent pour dire qu'il voyage dans le temps. Il n'est pas à proprement parler intervenu directement dans l'histoire à ce stade (tome 9), mais est apparu dans de nombreux flash-back, le premier au chapitre 18.

### Les enfants de 2060
- Ko (コウ?) est le chef informel du premier groupe d'"enfants vieillis" rencontrés par les survivants du tsunami temporel. Il est méfiant vis-à-vis d'eux et veut à plusieurs reprises les tuer, mais leur attitude contrastant fortement avec celle des adultes qu'il a connu, il change d'avis. Il apparait pour la première fois au chapitre 11.

- Sho (ショー?) est l'ami de Ko. Il a été sauvé des araignées géantes par Tsushima et Yoshiko. C'est donc lui qui s'opposera aux décisions les plus radicales de Ko. Il a le béguin pour Setsuko. Il apparait pour la première fois au chapitre 11.

### Le clan Takeda
- Katsuyori Takeda (かつより・たけだ?) est le chef du clan Takeda. En guerre contre Tokugawa, il est à deux doigt de la folie après sa défaite de Nagashino. Il apparait pour la première fois au chapitre 48.

- Masayuki'Sanada (まさゆき・さなだ?) est un daimyo vassal de Takeda. Au Japon, il est considéré comme le meilleur stratège de son temps. Comprenant que le clan Takeda est fini, il tente de profiter de l'occasion que lui offre l'apparition de l'immeuble. Il apparait pour la première fois au chapitre 48.

- Nobushige'Sanada (のぶしげ・さなだ?) est l'héritier de Masayuki Sanada. Dans le manga, il porte le prénom de Genjirö. Il peut voir "le temps", et a voyagé au XXIe siècle avec Tokio, qui l'a ensuite ramené. Bien qu'il ait lu qu'il doit mourir durant le siège d'Osaka, il soutient son père dans l'idée de construire une société plus égalitaire, comme il l'a observée à notre époque. Il sympathise avec les occupants de l'immeuble sous une fausse identité, mais il ne leur veut pas de mal. Il apparait pour la première fois au chapitre 58.

## Manga

### Pilote
Une mini-série intitulée Sprite a été publiée dans Big Comic Superior en 2002. Elle raconte comment Shingo et Fuyuko ont été invités à fuir le temps par un personnage mystérieux, Ozunu. L'histoire est reproduite sous forme de chapitres bonus dans les tomes 6 et 7 de Sprite.
Shingo est un orphelin levé par sa grand-mère, marginalisé par son imaginaire délirant et son insouciance. Il découvre qu'avec Fuyuko et un troisième camarade, il est capable de percevoir des choses qui échappent aux autres, notamment le temps et un étrange individu qui dit s'appeler Ozunu (nom du fondateur d'une religion remontant au VIIe siècle). Ozunu les invite le suivre pour échapper au temps, mais Shingo s'y refuse, jusqu'à ce que sa grand-mère décède. Il fuit alors le temps avec Fuyuko, tandis que leur ami préfère rester aux côtés de sa petite sœur.

### Liste des volumes et chapitres
| no | Japonais          | Japonais          | Français         | Français          |
| no | Date de sortie    | ISBN              | Date de sortie   | ISBN              |
| --- | ----------------- | ----------------- | ---------------- | ----------------- |
| 1 | 27 février 2010   | 978-4-09-183057-9 | 12 mai 2011      | 978-2-82030-119-2 |
| Liste des chapitres : - Chapitre 1 : Bouleversement - Chapitre 2 : L'eau noire - Chapitre 3 : Pleine lune - Chapitre 4 : Vie - Chapitre 5 : Lost Children - Chapitre 6 : Sprite - Chapitre 7 : Tokyo, ville transformée |                   |                   |                  |                   |
| Yoshiko est surprise de voir tomber du ciel ce qui ressemble à de la neige noire, mais elle est seule à la voir. Alors qu'elle rend visite à son oncle au sommet d'un immeuble, un raz-de-marée submerge la ville. Avec ses amies et les habitants de l'étage, ils constatent vite qu'il ne s'agit pas d'eau. Un homme parti chercher des secours voit sa vie aspirée par cette matière, et son épouse enceinte partie le secourir subit le même sort. Elle a tout juste le temps de mettre au monde un enfant qui semble plus âgé qu'il ne le devrait. Celui-ci est pris en charge par l'épouse d'un autre habitant, qui croit revoir sa fille décédée dans un tremblement de terre. Alors qu'ils parviennent à dégager un accès jusqu'au toit de l'immeuble, ils y découvrent une bande d'enfants qui leur révèle que le liquide noir n'est autre que tu temps. Lorsque celui-ci se retire et que les survivants sortent en ville, ils apprennent qu'ils sont en 2060. |                   |                   |                  |                   |
| 2 | 27 février 2010   | 978-4-09-183058-6 | 13 juillet 2011  | 978-2-82030-157-4 |
| Liste des chapitres : - Chapitre 8 : L'attaque - Chapitre 9 : Un monde sans loi - Chapitre 10 : Les enfants errants - Chapitre 11 : Sauvetage - Chapitre 12 : L'ange - Chapitre 13 : Des êtres inconnus - Chapitre 14 : Le châtiment divin - Chapitre 15 : God Bless You |                   |                   |                  |                   |
| Alors que les survivants enquêtent pour comprendre ce qui s'est passé, ils sont attaqués par des araignées géantes. Ils se font enfermer dehors par Riki et Gaku qui refusent de leur ouvrir, mais Tsushima (dont c'est la première apparition) les menace de son arme et tous peuvent se réfugier dans l'immeuble. Trop tard pour Setsuko, que les araignées emmènent dans leur repaire. Shingo, Yoshiko, Kiriko et Tsuhima partent à sa rescousse, et sauvent par la même occasion Sho, un enfant qui ressemble à une personne âgée. De retour à l'immeuble, ils découvrent leurs camarades attaqués par d'autres "enfants vieillis", mais Sho plaide leur cause, et les assaillants se retirent. Tsushima emmène ensuite les lycéennes revoir leurs maisons, mais ils sont pris pour cible par des animaux sauvages en chemin. |                   |                   |                  |                   |
| 3 | 30 juin 2010      | 978-4-09-183209-2 | 13 octobre 2011  | 978-2-82030-214-4 |
| Liste des chapitres : - Chapitre 16 : Larmes - Chapitre 17 : Pertes - Chapitre 18 : Souvenirs - Chapitre 19 : Corrélation - Chapitre 20 : Une nature impitoyable - Chapitre 21 : Nourriture - Chapitre 22 : Seconde venue - Chapitre 23 : Hallucination |                   |                   |                  |                   |
| Dans la demeure de ses parents, Kiriko découvre un journal laissée à son intention par sa mère, ce qui permet au groupe de retracer les évènements. Eux-mêmes ont été signalés comme disparus en 2010. Par la suite, une maladie provoquant un vieillissement accéléré est apparu dans les environs de Iaroslavl. Les filles sont de nouveau attaquées, cette fois par une bande de chats, et sauvées par Tsushima. Arrivées chez elle, Yoshiko se rappelle soudain son petit frère Tokio, qui a disparu lors d'une sortie au parc d'attraction : il avait refusé de monter dans la grande roue et avait donné son billet à Magobe'e. Celui-ci s'en souvient, mais il révèle avoir déjà vu Tokio auparavant: en 1970, Tokio l'avait aidé à "fuir le temps". De retour à l'immeuble éclate un affrontement avec Riki et Gaku, qui bloquent l'accès aux réserves de nourriture. Enfin, un groupe part trouver des ressources et découvre une ferme tenue par des "enfants vieillis", qui acceptent volontiers de leur céder de la nourriture. C'est lorsque les enfants veulent embarquer un bébé hippopotame que la mère se met à leur poursuite. Au même moment, un tsunami temporel fait son apparition. Poursuivie par la bête, Yoshio se trouve quelques instants projetée en 2008. |                   |                   |                  |                   |
| 4 | 20 octobre 2010   | 978-4-09-183508-6 | 25 janvier 2012  | 978-2-82030-270-0 |
| Liste des chapitres : - Chapitre 24 : Un ami dans le "passé" - Chapitre 25 : Messages reçus - Chapitre 26 : Suspicion - Chapitre 27 : La nuit de la trahison - Chapitre 28 : Abaddon - Chapitre 29 : Aux frontières de la mort - Chapitre 30 : Désespoir - Chapitre 31 : La tour de la mort - Chapitre 32 : L'odeur de la mort |                   |                   |                  |                   |
| Yoshiko est sauvée, le bébé hippopotame ayant été rendu à sa mère. On découvre l'histoire de Tetsuya, un ami d'enfance de Yoshiko, qui a paniqué lorsqu'elle a disparu. Il lui avait envoyé une série de messages, que Yoshiko a reçu lors de son incursion dans le passé. Tout le monde est à l’abri lorsque déferle le nouveau tsunami temporel, mais les enfants vieillis surgissent brutalement du liquide, ce qui jette la consternation parmi les occupants du 42 et éveillent la suspicion des enfants vieillis. Ceux-ci, qui ne perçoivent pas le "temps" comprennent que quelque chose cloche et résolvent de se débarrasser de ces voisins peu fiables. Les habitants ne doivent leur survie qu'à une attaque simultanée des araignées géantes, mais les "enfants vieillis" choisissent de retenter leur chance le lendemain. Des dissensions apparaissent alors en leur sein. Parallèlement, les adultes découvrent que les adultes de cette époque se sont entretués et veulent comprendre pourquoi. |                   |                   |                  |                   |
| 5 | 27 février 2010   | 978-4-09-183719-6 | 16 mai 2012      | 978-2-82030-372-1 |
| Liste des chapitres : - Chapitre 33 : Confession - Chapitre 34 : Babylon System - Chapitre 35 : 2059 après J.-C. - Chapitre 36 : Riot - Mutinerie - Chapitre 37 : La meute des bêtes - Chapitre 38 : Déclenchement des hostilités - Chapitre 39 : Aux armes ! - Chapitre 40 : Le temps est venu... - Chapitre 41 : Métamorphoses |                   |                   |                  |                   |
| Ko explique comment les adultes de leur époque les avait réduit en esclavage, leur promettant un traitement contre le vieillissement accéléré. Une partie des adultes s'était révoltée contre les autres, et tous se sont entretués. Les "enfants vieillis" hostiles lancent alors leur assaut contre l'immeuble, en plein tsunami temporel. Tout se fige lorsque l'épouse de Aikawa descend avec le bébé qu'elle a recueilli au début de la crise. Le liquide temporel s'écarte à son approche, et elle choisit de vivre dans le temps avec l'enfant. Setsuko, qui a le béguin pour Sho, choisit de la suivre, et se trouve subitement changée en adulte. |                   |                   |                  |                   |
| 6 | 28 octobre 2011   | 978-4-09-184128-5 | 19 août 2012     | 978-2-82030-464-3 |
| Liste des chapitres : - Chapitre 42 : Adieu - Chapitre 43 : Des cris sans réponse - Chapitre 44 : Marques d'indignation - Chapitre 45 : Le retour de "l'esprit malin" - Chapitre 46 : Au nom de l'amitié - Chapitre 47 : Un nouveau monde - Chapitre bonus 1 : Présage funeste... Au commencement - Chapitre bonus 2 : La veille... signes annonciateurs |                   |                   |                  |                   |
| Alors que Yoshiko et ses amis fuient vers le sommet de la tour, ils sont de nouveau en contact avec 2008. Yoshiko réussit même à échanger quelques mots avec Tetsuya, le temps de lui dire qu'elle ne peut rentrer seule. Lorsque "le temps" commence à se retirer, la tour apparaît au milieu de nulle part et le reste de la ville a disparu. Une fracture apparait entre Riki et Gaku. Si Riki se montre toujours aussi égoïste, Gaku s'implique à protéger les enfants, ce qui lui vaut les moqueries de son frère. La fracture s'élargit lorsqu'ils sont attaqués par une araignée géante : Riki enferme son frère avec l'animal, et Gaku ne s'en sort que grâce à la pression des autres survivants. |                   |                   |                  |                   |
| 7 | 30 novembre 2011  | 978-4-09-184179-7 | 3 janvier 2013   | 978-2-82030-579-4 |
| Liste des chapitres : - Chapitre 48 : En l'an 1575... - Chapitre 49 : Le "château" ivoirin - Chapitre 50 : Un général en perdition - Chapitre 51 : L'assaut de l'armée de Takeda - Chapitre 52 : Rationalité - Chapitre 53 : Le sens de notre présence ici - Chapitre 54 : Le soulèvement - Chapitre bonus 3 : Effondrement... Fin... - Chapitre bonus 4 : Retrouvailles... Adieux... |                   |                   |                  |                   |
| Le clan Takeda en retraite découvre l'immeuble, et le prend pour un château ennemi. Chargé d'effectuer la reconnaissance, Sanada et ses ninjas découvrent les jeunes filles, leur arsenal et les araignées géantes. Il garde ces renseignements pour lui et fait secrètement quérir ses artificiers. Une première attaque est repoussée au fusil d'assaut, et Tshushima entreprend de miner le moral de l'adversaire en attaquant son quartier général au lance-roquette. Puis, gravement en manque, il reconnait les plantes qui poussent autour et incendie les champs. L'ennemie, intoxiqué, perd par la même occasion le couvert offert. Pour finir, Tshumima lâche dessus une des araignées géantes. Pendant ce temps, Magobe'e s'interroge sur les raisons des leurs sauts temporels : perturbé par le choix de Setsuko, il se demande si "le temps" ne tente pas de leur offrir la chance de vivre à l'époque qui leur convient, plutôt que de chercher à les punir de se dérober à lui. |                   |                   |                  |                   |
| 8 | 27 avril 2012     | 978-4-09-184448-4 | 3 avril 2013     | 978-2-82030-636-4 |
| Liste des chapitres : - Chapitre 55 : Affrontement mortel - Chapitre 56 : Quand une vie s'éteint - Chapitre 57 : Désaccords - Chapitre 58 : Un enfant sans nom - Chapitre 59 : Un chemin ténébreux - Chapitre 60 : Les deux dagues - Chapitre 61 : La princesse du pont - Chapitre 62 : Au terme des lamentations - Chapitre 63 : Le déclenchement |                   |                   |                  |                   |
| L'araignée géante sème la mort dans les rangs de Takeda, dont les armes sont inadaptées. Ce n'est qu'au dernier moment que les artificiers de Sanada font usage de leurs armes et vainquent la bête. Takeda, anéanti, confie la prise du château à Sanada. Un enfant dont le père est dans ces combats rejoint alors la tour. Initialement hostile, il se lie d'amitié avec les occupants et choisit de rester parmi eux. Alors que Yoshiko culpabilise pour la mort des assaillants, sentiments que les autres ne partagent pas, Magobe'e se souvient de son enfance. La jeune fille qu'il aimait a été offerte en sacrifice pour apaiser les typhons, ce qui l'avait poussé à "fuir le temps". Il veut profiter de l'occasion qui lui est offerte pour mettre un terme à la coutume en volant la dague rituelle. Parti seul et sans prévenir personne, il doit affronter les bêtes sauvages et les gardes ennemis. Tsushima monte alors une expédition de secours avec une voiture. |                   |                   |                  |                   |
| 9 | 28 septembre 2012 | 978-4-09-184670-9 | 17 juillet 2013  | 978-2-82030-715-6 |
| Liste des chapitres : - Chapitre 64 : Affrontement mortel - Chapitre 65 : Péril en approche - Chapitre 66 : Des trombes d'eau noire - Chapitre 67 : Le piège de la ville vide - Chapitre 68 : La véritable bataille - Chapitre 69 : Genjirô Sanada - Chapitre 70 : La preuve de notre passage ici - Chapitre 71 : Un "château" bâti pour combattre - Chapitre 72 : Un monde où vivre en pays est possible |                   |                   |                  |                   |
| Magobe'e est sauvé, mais Kiriko est profondément affectée par le dernier regard d'un homme sur lequel elle a tiré. On apprend alors que l'enfant recueilli dans la tour n'est autre que l'héritier de Sanada, Genjiro Sanada, qui sera plus tard connu en tant que Yukimura Sanada. On apprend que lui aussi peut voir le temps, que Tokio l'avait initié aux voyages temporels, et l'avait emmené à notre époque avant de le ramener. Ayant rejoint son père, il se voit confier la responsabilité de prendre l’immeuble, mais souhaite éviter toute effusion de sang. Riki rejoint aussi l'ennemi, car il fait le choix de vivre à cette époque. Alors que la bataille se prépare, Aikawa parvient à la conclusion que l'immeuble a été bâti dans le but de subir un siège. Albert, qui vit sa vie, parvient à faire parvenir un message à Tetsu, mais lorsque Yoshiko et les autres veulent suivre la voie qu'il a emprunté, celle-ci s'est refermée. |                   |                   |                  |                   |
| 10 | 29 mars 2013      | 978-4-09-185133-8 | 9 octobre 2013   | 978-2-82030-773-6 |
| 11 | 30 juillet 2013   | 978-4-09-185378-3 | 2 janvier 2014   | 978-2-82031-607-3 |
| 12 | 30 janvier 2014   | 978-4-09-185854-2 | 7 mai 2014       | 978-2-82031-597-7 |
| 13 | 30 juillet 2014   | 978-4-09-186345-4 | 3 décembre 2014  | 978-2-82031-782-7 |
| 14 | 26 décembre 2014  | 978-4-09-186697-4 | 1er juillet 2015 | 978-2-82032-040-7 |
| 15 | 29 mai 2015       | 978-4-09-187027-8 | 11 novembre 2015 | 978-2-82032-265-4 |

### Spritedans le monde
Dans le reste du monde, les éditeurs de Sprite sont les suivants :
- GP Manga pour l'Italie[3]
- Carlsen Manga pour l'Allemagne[4]

## Accueil et analyse

### Analyse de l'œuvre
Selon Alexis Orsini dans Le journal du Japon, on peut voir dans Sprite un mélange des genres réussi, puisque l'on alterne des scènes d'horreur, de science fiction, fantastiques, historiques, etc.
Sprite d'inscrit profondément dans un cadre japonais. Au-delà du décor et des archétypes sociaux (NEET, Yakuza...), on retrouve la plupart des peurs du Japon, qu'elles soient ancestrales (séisme, tsunami, propagation d'un virus), postérieures aux bombes atomiques (apocalypse, décrépitude du corps humain) ou plus contemporaines (baisse de la natalité, vieillissement de la population, dépendance aux nouvelles technologies).
Derrière les caractères stéréotypées, parfois à l'extrême, les personnages révèlent une grande profondeur et une complexité certaine, avec de façon générale beaucoup de lumière derrière l'ombre. C'est par exemple le cas de Kiriko, beaucoup plus fragile qu'elle ne le semble de prime abord.